# Хлорид висмута(IV)
Хлорид висмута(IV) — неорганическое соединение, соль металла висмута и соляной кислоты с формулой BiCl4, бесцветные кристаллы, разлагаются водой.